# Ljusbåge (skulptur)

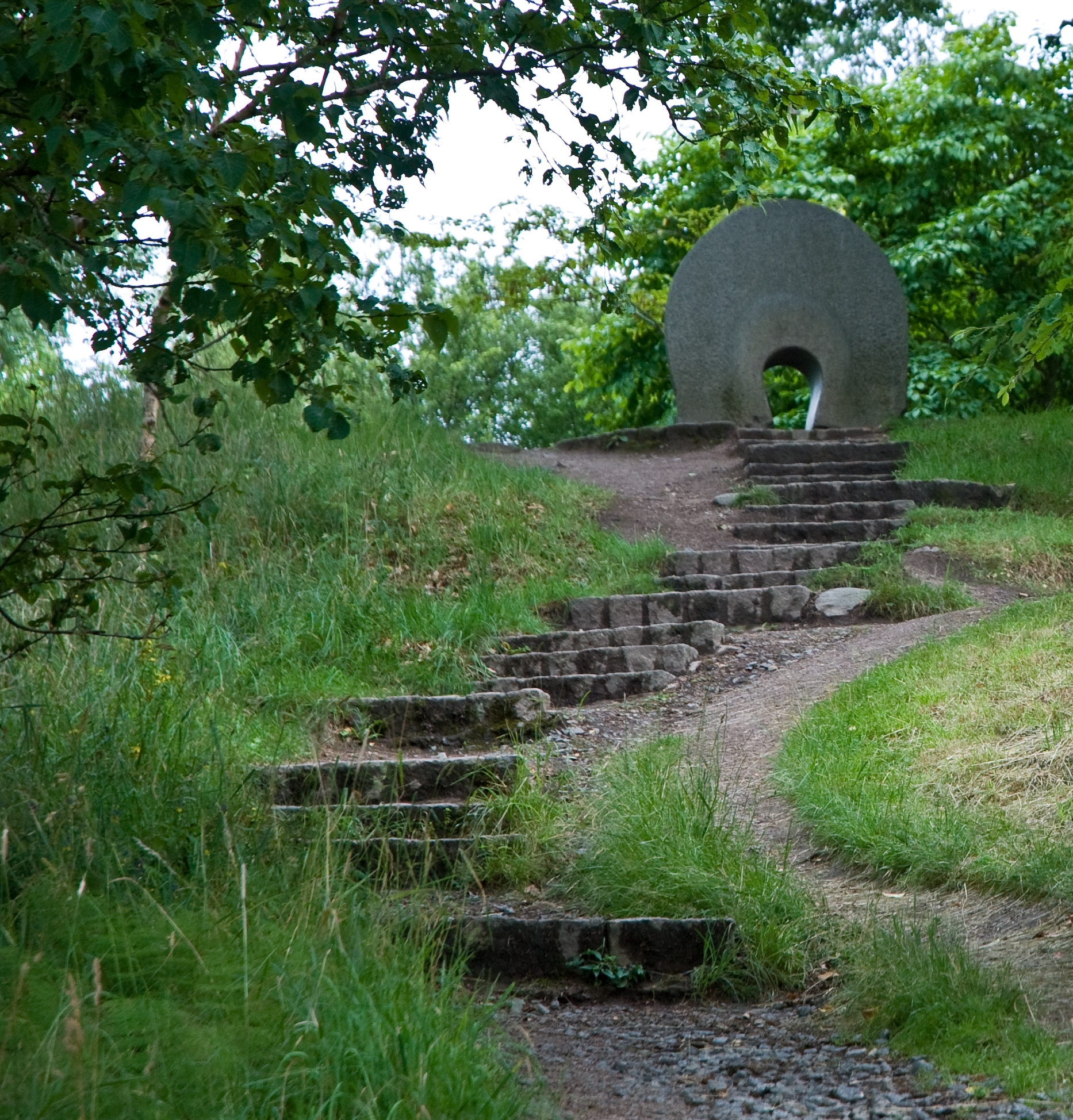
Skulpturen Ljusbåge av Erik Åkerlund

Skulpturen Ljusbåge av Erik Åkerlund finns i Botaniska trädgården i Göteborg. Skulpturen restes 1996 och utförd i granit, är 1,5 meter hög och väger 2 ton.